# Souleymane Cissokho
Pour les articles homonymes, voir Cissokho.
Souleymane Cissokho est un boxeur français né le 4 juillet 1991 à Dakar au Sénégal.

## Carrière sportive

### Boxeur amateur
Il est vainqueur des Jeux de la Francophonie 2009 à Beyrouth dans la catégorie des poids légers. Capitaine de l'équipe française de boxe amateur surnommée la Team Solide aux Jeux olympiques d'été de 2016, il remporte la médaille de bronze dans la catégorie des poids welters.

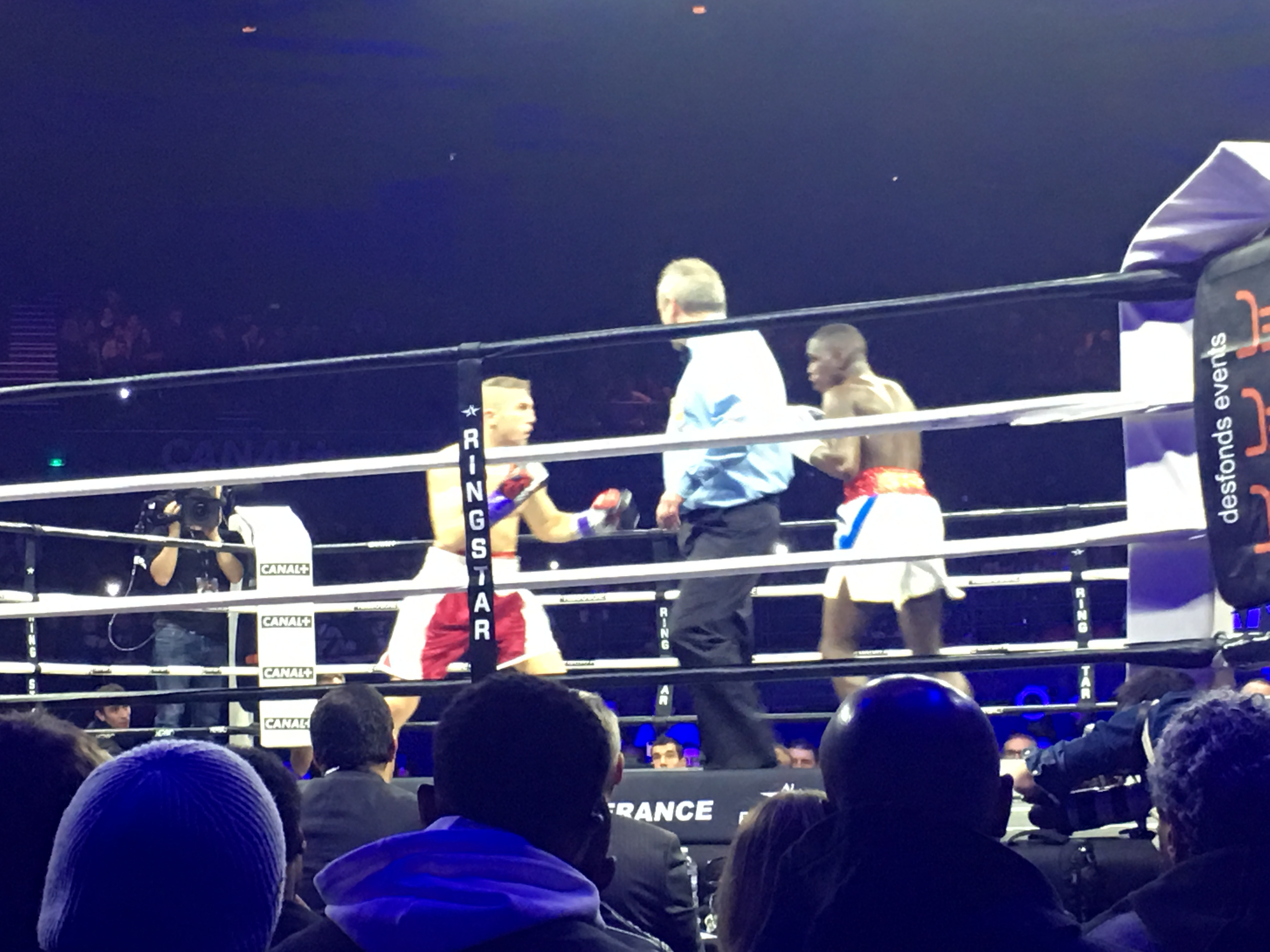
Souleymane Cissokho contre Romain Garofalo le 9 février 2019.

### Boxeur professionnel
Souleymane dispute son premier combat professionnel face au hongrois Renato Goman le 22 janvier 2017, combat qu'il remporte par KO au premier round.
L'année suivante, il bat l'ancien champion du monde IBF des poids super-welters Carlos Molina aux points à l'unanimité des jugeset le 9 février 2019, il devient champion de France de la catégorie au Palais des Sports de Paris en battant Romain Garofalo par arrêt de l’arbitre au troisième round.
Le 8 mai 2021, il remporte la ceinture inter continentale WBA dans la catégorie des super-welters en battant le britannique Kieron Conway par décision partagée.
Le 10 mai 2025, il remporte la ceinture inter continentale WBA dans la catégorie des super-welters en battant le lituanien Egidijus Kavaliauskas par décision unanime.

## Distinctions
- Chevalier de l'ordre national du Mérite le 1er décembre 2016[7]
- Médaille de la jeunesse, des sports et de l'engagement associatif, or (2024)[8]
- Prix Olivier Schwarz récompensant le sportif français le plus sympathique aux RMC Sport Awards 2016[9]
- Prix Bernard Destremau de l'Académie des Sciences Morales et Politiques, décerné le 13 novembre 2017
- Il est relayeur de la flamme olympique des jeux de Paris le 15 juillet 2024 dans le parc des Buttes-Chaumont, dans le 19e arrondissement de Paris qui l'a vu grandir[10]

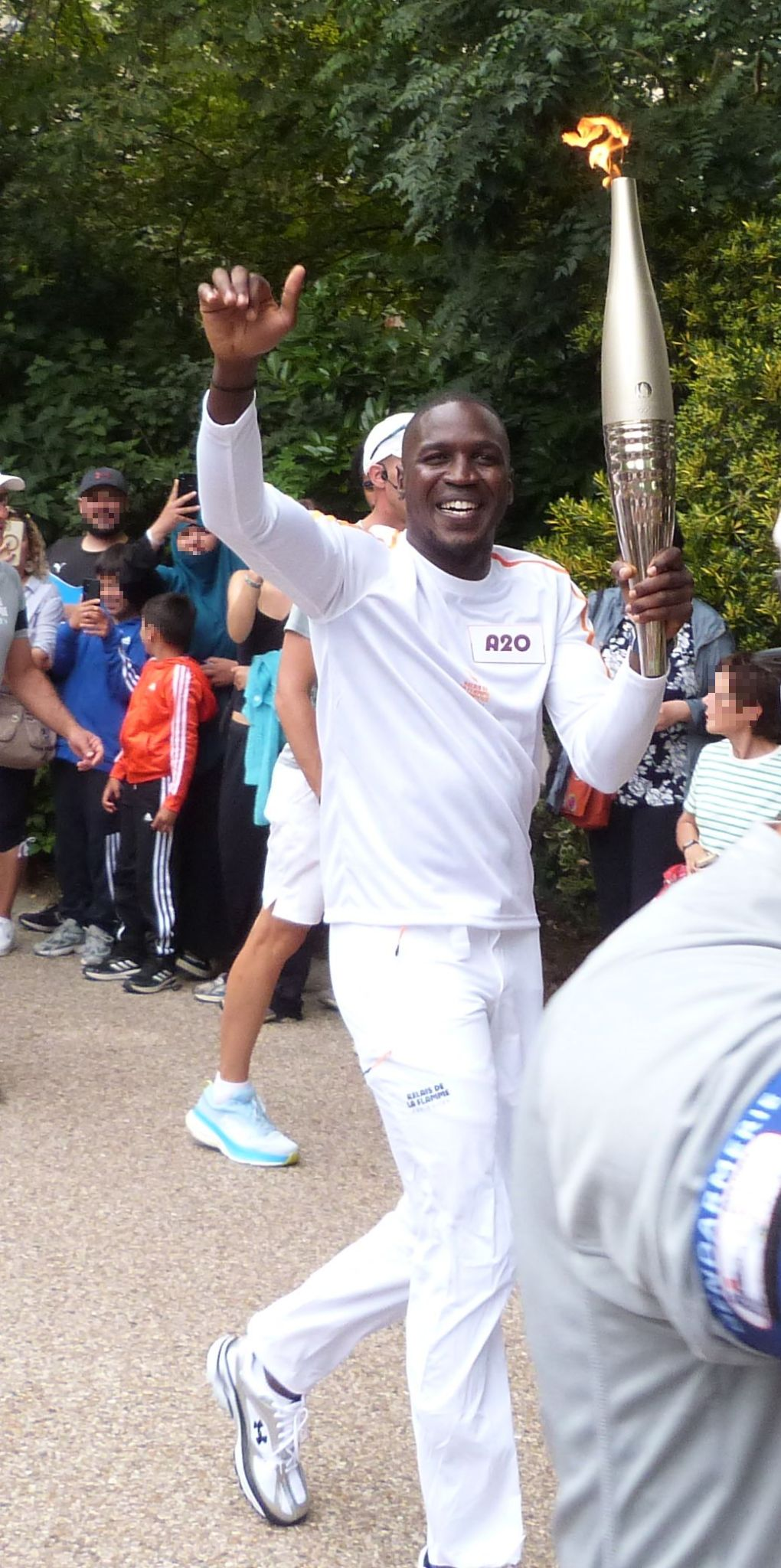
Souleymane Cissokho porteur de la flamme olympique le 15 juillet 2024

## Palmarès professionnel
Liste des combats professionnels de Souleymane Cissokho
| 15 combats      | 15 victoires | 0 défaites |
| Avant la limite | 9            | 0          |
| Sur décision    | 6            | 0          |

| Décision possible : KO • TKO (KO technique) • UD (décision aux points unanime) • MD (décision aux points majoritaire) • SD (décision aux points partagée) • D (match nul) • NC (sans décision) • RTD (abandon) |        |                           |      |         |                   |                                           |                                                                     |
| Résultat | Record | Adversaire                | Type | Round   | Date              | Lieu                                      | Notes                                                               |
| Victoire | 15-0   | Roberto Valenzuela Jr     | UD   | 10 (10) | 6 mars 2022       | San Diego                                 | Conserve la ceinture WBA inter continental des poids super-welters  |
| Victoire | 14-0   | Ismail Iliev              | RTD  | 5 (10)  | 10 septembre 2021 | Paris                                     | Conserve la ceinture WBA inter continental des poids super-welters  |
| Victoire | 13-0   | Kieron Conway             | SD   | 10 (10) | 8 mai 2021        | AT&T Stadium, Arlington, Texas,Etats-Unis | Remporte la ceinture WBA inter continentale des poids super-welters |
| Victoire | 12-0   | Daniel Echevarria         | TKO  | 6 (8)   | 13 mars 2021      | Dallas                                    | [ 11 ]                                                              |
| Victoire | 11-0   | Dmitry Mikhaylenko        | UD   | 10 (10) | 28 septembre 2019 | Nantes                                    |                                                                     |
| Victoire | 10-0   | Jose Carlos Paz           | KO   | 5 (10)  | 13 juillet 2019   | Antibes                                   |                                                                     |
| Victoire | 9-0    | Valdimir Hernandez        | UD   | 10 (10) | 1er juin 2019     | New York                                  |                                                                     |
| Victoire | 8-0    | Romain Garofalo           | TKO  | 3 (10)  | 16 février 2019   | Paris                                     | Remporte la ceinture de champion de France des poids super-welters  |
| Victoire | 7-0    | Carlos Molina             | UD   | 10 (10) | 23 juin 2018      | Paris                                     |                                                                     |
| Victoire | 6-0    | Jose de Jesus Macias      | UD   | 10 (10) | 7 avril 2018      | Paris                                     |                                                                     |
| Victoire | 5-0    | Daniel Vega Cota          | KO   | 5 (8)   | 10 mars 2018      | Boulogne-Billancourt                      |                                                                     |
| Victoire | 4-0    | Jose Manuel Lopez Clavero | TKO  | 7 (8)   | 16 décembre 2017  | Boulogne-Billancourt                      |                                                                     |
| Victoire | 3-0    | Dmytro Semernin           | KO   | 1 (8)   | 14 octobre 2017   | Paris                                     |                                                                     |
| Victoire | 2-0    | Giorgi Kerdikoshvili      | TKO  | 3 (6)   | 2 juin 2017       | Paris                                     |                                                                     |
| Victoire | 1-0    | Renato Goman              | KO   | 1 (6)   | 21 janvier 2017   | Paris                                     |                                                                     |

## Titres professionnels en boxe anglaise

### Titres régionaux/internationaux
- Champion de France catégorie des super-welters (2019)
- Champion WBA inter continental des super-welters (2021)
- champion WBC des welters (2025)

## Vie privée
Il est le cousin de la volleyeuse internationale française Odette Ndoye et le frère de Alpha Cissokho, qui participe à certaines rencontres de MMA. Souleymane Cissokho est aussi un ami proche du footballeur international français Moussa Diaby qui joue à Aston Villa FC .